# Until the End of Time (альбом Тупака Шакура)
Until the End of Time — третій посмертний студійний альбом американського репера Тупака Шакура, випущений 27 березня 2001 р. Платівка є колекцією невиданого матеріалу й реміксованих пісень періоду Makaveli, коли Тупак був підписантом Death Row Records. Є другим релізом, випущеним без творчого внеску репера та найпродаванішим хіп-хоп альбомом 2001. Станом на 2011 у США мав тричі платиновий статус, наданий RIAA.
На пісні «Until the End of Time», записаній з участю Річарда Пейджа, як семпл використано «Broken Wings» (1985), трек Mr. Mister (вокалістом котрих був Пейдж). Відеокліп на цю композицію був компіляцією раніше неоприлюднених кадрів з Шакуром. Виконавчі продюсери: Шуґ Найт, Афені Шакур. 10 пісень спродюсував Джонні Джей, старий друг Тупака, який часто співпрацював з ним. Більшість треків реміксовано з оригінальних майстер-стрічок. Більшість згадок про Death Row Records чи його підписантів піддано цензурі (наприклад, на «This Ain't Livin» — Снуп Доґґа). Єдиними треками, що відповідають початковій формі, є «Fuckin' with the Wrong Nigga», «Good Life», «LastOnesLeft», «Runnin' on E» та «Ballad of a Dead Soulja» (на останній відсутні кілька інструментів, щоб утриматися від семплування Кертіса Мейфілда). Until the End of Time дебютував на 1-ій сходинці Billboard 200 з результатом у 427 тис. проданих копій за перший тиждень.

## Відгуки
BET присвоїв платівці 3-тю сходинку рейтингу «25 найкращих посмертних альбомів усіх часів».

## Список пісень

### Диск 1
| #   | Назва                                               | Продюсер(и)                                                       | Тривалість |
| --- | --------------------------------------------------- | ----------------------------------------------------------------- | ---------- |
| 1.  | «Ballad of a Dead Soulja»                           | ремікс: Cold 187um; оригінал: Johnny «J»                          | 4:15       |
| 2.  | «Fuck Friendz»                                      | QDIII                                                             | 5:19       |
| 3.  | «Lil' Homies»                                       | Johnny «J»                                                        | 3:43       |
| 4.  | «Let Em Have It» (з участю SKG)                     | L.T. Hutton                                                       | 4:53       |
| 5.  | «Good Life» (з участю Big Syke та E.D.I.)           | Mike Mosley                                                       | 4:17       |
| 6.  | «Letter 2 My Unborn»                                | ремікс: Trackmasters; оригінал: Johnny «J»                        | 3:55       |
| 7.  | «Breathin'» (з участю Outlawz)                      | Johnny «J»                                                        | 4:04       |
| 8.  | «Happy Home»                                        | ремікс: Jim Gettums, Daren Vegas, Crooked I; оригінал: Johnny «J» | 3:56       |
| 9.  | «All Out» (з участю Outlawz)                        | Big Simon Says                                                    | 5:32       |
| 10. | «Fuckin' wit' the Wrong Nigga»                      | Hurt-M-Badd                                                       | 3:37       |
| 11. | «Thug N U Thug N Me» (Remix) (з участю K-Ci & JoJo) | Johnny «J»                                                        | 4:11       |
| 12. | «Everything They Owe»                               | Johnny «J»                                                        | 3:07       |
| 13. | «Until The End of Time» (з участю R.L.)             | ремікс: Trackmasters; оригінал: Johnny «J»                        | 4:26       |
| 14. | «M.O.B.» (з участю Thug Life та Outlawz)            | ремікс: Ant Banks; оригінал: Kurt Couthan                         | 5:01       |
| 15. | «World Wide Mob Figgaz» (з участю Outlawz)          | Johnny «J»                                                        | 4:37       |

### Диск 2
| #   | Назва                                                     | Продюсер(и)                                                            | Тривалість |
| --- | --------------------------------------------------------- | ---------------------------------------------------------------------- | ---------- |
| 1.  | «Big Syke Interlude» (у вик. Big Syke)                    | Cold 187um                                                             | 1:45       |
| 2.  | «My Closest Roaddogz»                                     | Johnny «J»                                                             | 4:04       |
| 3.  | «Niggaz Nature» (Remix) (з участю Lil' Mo)                | QDIII                                                                  | 5:04       |
| 4.  | «When Thugz Cry»                                          | Johnny «J»                                                             | 4:22       |
| 5.  | «U Don't Have 2 Worry» (з участю Outlawz)                 | QDIII                                                                  | 5:07       |
| 6.  | «This Ain't Livin»                                        | Johnny «J»                                                             | 3:41       |
| 7.  | «Why U Turn on Me»                                        | ремікс: Jim Gittums, Darren Vegas, Crooked I; оригінал: 2Pac           | 3:32       |
| 8.  | «Last Ones Left» (з участю Outlawz)                       | Johnny «J»                                                             | 3:59       |
| 9.  | «Thug N U Thug N Me» (з участю K-Ci & JoJo)               | Johnny «J»                                                             | 4:29       |
| 10. | «Words 2 My First Born» (з участю Above the Law)          | DJ Quik                                                                | 4:07       |
| 11. | «Let Em Have It» (Remix) (з участю Lisa «Left Eye» Lopes) | L.T. Hutton                                                            | 4:25       |
| 12. | «Runnin' on E» (з участю Outlawz)                         | 2Pac                                                                   | 5:37       |
| 13. | «When I Get Free» (з участю J. Valentine)                 | ремікс: Cold 187um; оригінал: Johnny «J»                               | 4:30       |
| 14. | «Until the End of Time (Remix)» (з участю Richard Page)   | ремікс: Tone; Franky «Nitty» Pimentel (співпрод.) оригінал: Johnny «J» | 4:27       |

Невикористані треки
- «Ballad of the Dead Soulja (Alternative Remix)»
- «Ballad of the Dead Soulja (Johnny J Remix)»
- «Everything They Owe (On-Beat Johnny J Remake)»
- «Fade Me (Johnny J Remix)» — оригінал з All Eyez on Me (1996).
- «Komradz (Johnny J Remix)» — оригінал з All Eyez on Me.
- «Letter to My Unborn Child (Johnny J Remix)» — оригінал з All Eyez on Me.
- «Still Ballin' (Johnny J Remix)» — увійшов на Better Dayz (2002).
- «Thug N Me Thug N U (Johnny J Remix)»
- «Until the End of Time (Johnny J Remix)»
- «Watch Ya' Mouth (QDIII Remix)» — оригінал з The Don Killuminati: The 7 Day Theory (1996).
- «World Wide Mob Figgaz» (з додатковим приспівом)

## Чартові позиції
| Чарт (2001)     | Найвища позиція |
| --------------- | --------------- |
| Австралія       | 37              |
| Австрія         | 63              |
| Велика Британія | 31/33           |
| Ірландія        | 25              |
| Канада          | 2               |
| Нідерланди      | 10              |
| Німеччина       | 23              |
| Нова Зеландія   | 24              |
| США             | 1               |
| Фландрія        | 6               |
| Франція         | 38              |
| Швейцарія       | 34              |

## Сертифікації
| Країна          | Сертифікація  | Наклад   |
| --------------- | ------------- | -------- |
| Велика Британія | Золотий       | 100 тис. |
| Канада          | 2× Платиновий | 200 тис. |
| США             | 4× Платиновий | 4 млн    |

## Семпли
- Оригінал «Ballad of a Dead Soulja»
  - «Little Child Running Wild» у вик. Кертіса Мейфілда
- «Letter 2 My Unborn»
  - «Liberian Girl» у вик. Майкла Джексона[30]
- «Until the End of Time»
  - «Broken Wings» у вик. Mr. Mister

Пісні, використані як семпл іншими виконавцями
- «Fuck Friendz»
  - «Ether» у вик. Nas зі Stillmatic
- «Niggaz Nature»
  - «What's Luv?» у вик. Fat Joe з Jealous Ones Still Envy